# 石拆神根拆神
石拆神（日语：イワサクノカミ）及根拆神（日语：ネサクノカミ）為《古事記》裡的記述，《日本書紀》則記作磐裂神及根裂神，祂們是日本神話裡的神祇。

## 概要

### 古事記之記載
據《古事記》上卷之記錄，伊邪那美命產下火之迦具土神時遭之灼傷而亡，悲痛的伊邪那岐命持十拳劍砍殺後者，劍鋒之血噴濺岩石，化成石拆神、根拆神、石筒之男神等三神。

### 日本書紀之記載
而《日本書紀》卷第一神代上記載的第六種說法與前述橋段類似，伊奘諾尊拔出十握劍，斬軻遇突智為三段俱化成神，其中劍鋒的滴血化作磐裂神、根裂神、磐筒男命（或云磐筒男命與磐筒女命）。不過第七種說法為血染天八十河中的五百箇磐石，化成作磐裂神、根裂神，子神則為云磐筒男命與磐筒女命，復生子神經津主神。

## 解說
江戶時代國學專家本居宣長所撰之《古事記傳》認為，「拆（（日語）サク）」應出自《延喜式》卷第八神祇八的「祝詞」中，有一句「磐根木根覆『佐久』彌氐」的「佐久」，指的是岩石凹凸不平的地方。江戶時代後期的國學專家橘守部則認為，「拆（（日語）サク）」應作「裂開」解釋，也就是伊奘諾尊那把十握劍具有「劈裂岩石的威力」。

## 信仰
供奉磐裂神及根裂神的神社主要有：
- 磐裂根裂神社（栃木縣下都賀郡壬生町）
- 磐裂神社（栃木縣日光市上鉢石町）

## 內部連結
- 伊奘諾尊
- 伊奘冉尊
- 石筒之男神

## 外部連結
- （日語）磐裂根裂神社